# Lyonia glandulosa
Lyonia glandulosa är en ljungväxtart som först beskrevs av Achille Richard, och fick sitt nu gällande namn av August Heinrich Rudolf Grisebach. Lyonia glandulosa ingår i släktet Lyonia och familjen ljungväxter.

## Underarter
Arten delas in i följande underarter:
- L. g. revolutifolia
- L. g. toaensis